# Brian Noble
Pour les articles homonymes, voir Noble (homonymie).
Brian Noble, né en 1961 à Bradford, est un ancien joueur anglais de rugby à XIII. Il est actuellement l'entraineur de l'équipe galloise des  Crusaders. Il fut jusqu'en novembre 2009 l'entraîneur de l'équipe d'Angleterre de rugby à XIII. 

## Carrière en tant que joueur
Brian Noble commença sa carrière de rugby à XIII avec la sélection de la police nationale, Police Boys, avant qu'il ne signe à Bradford  Northern (aujourd'hui Bradford Bulls). Sa carrière de haut niveau démarra réellement en 1978-1979 pour durer près de 15 ans et plus de 400 matchs en  Superleague. Il acheva sa carrière avec le centenaire du club après un court passage à  Wakefield Trinity.
Tout au long de sa carrière Brian Noble garda son emploi de policier. Il fut capitaine de l'équipe des  Lions Britanniques lors de la tournée de 1984. Durant cette tournée il joua sept matchs ainsi qu'un match contre la Papouasie-Nouvelle-Guinée.